# Peromyscus winkelmanni
Peromyscus winkelmanni là một loài động vật có vú trong họ Cricetidae, bộ Gặm nhấm. Loài này được Carleton mô tả năm 1977.